# La Cocina – Der Geschmack des Lebens
La Cocina – Der Geschmack des Lebens (Originaltitel: La Cocina, spanisch für „Die Küche“) ist ein Spielfilm von Alonso Ruizpalacios aus dem Jahr 2024. Die Tragikomödie basiert auf dem Bühnenstück The Kitchen (dt. Titel: Die Küche) von Arnold Wesker. Die internationale Koproduktion zwischen Mexiko und den USA wurde im Februar 2024 im Rahmen der Internationalen Filmfestspiele Berlin uraufgeführt.

## Handlung
Geschildert wird der Alltag in der Restaurantküche vom The Grill am Times Square in New York City. Während der Mittagszeit finden sich in der Touristenfalle Gäste aus aller Welt ein. Ebenso ist das Personal multikulturell geprägt, der Großteil der Küchencrew besteht aus illegalen Einwanderern. Der junge Pedro ist seit vier Jahren im Restaurant als Koch tätig und stammt ursprünglich aus Mexiko. Der Träumer und Unruhestifter erwartet mehr vom Leben. Er ist verliebt in Julia, eine amerikanische Kellnerin. Die beiden haben eine leidenschaftliche Affäre. Als Julia erfährt, dass sie schwanger ist, möchte sie das Kind abtreiben lassen. Pedro versucht, sie zu überreden, das Kind zu behalten und eine feste Beziehung einzugehen, gibt ihr aber trotzdem das nötige Geld für eine Abtreibung. 
Zeitgleich entdeckt der Buchhalter des Restaurants, dass etwa 800 Dollar in der Kasse fehlen. Da die Summe gering ist, möchte der Restaurantbesitzer Rashid die Polizei nicht einschalten, setzt jedoch den Manager Luis unter Druck, herauszufinden wer verantwortlich ist. Dieser beginnt alle Mitarbeiter einzeln zu befragen und erfährt, dass Julia ihre Kollegen um eine ähnliche Summe gebeten hat, und das Geld von Pedro bekommen hat. Er geht davon aus, dass Pedro das Geld aus der Kasse gestohlen hat und versucht Julia einzureden, dieser wäre nur an einer Beziehung interessiert, um eine Greencard zu bekommen. Sie ist verunsichert und gibt vor, das Geld bereits für eine Abtreibung verwendet zu haben. In der Pause nach der hektischen Mittagszeit setzt sie diesen Plan in die Tat um und kehrt anschließend für das Abendgeschäft ins Restaurant zurück. Durch den Eingriff und die Anstrengung wird eine Blutung ausgelöst und sie bricht in der Küche zusammen.
Zur selben Zeit wird Pedro von Luis befragt und dazu gedrängt, den Diebstahl zu gestehen. Pedro erfährt, dass Julia eine Abtreibung hatte und gerade zusammengebrochen ist. Er dreht vollkommen durch, provoziert Streit mit einer dominikanischen Kellnerin, erzeugt ein Chaos in Küche und Gastraum und bringt das gesamte Restaurant zum Stillstand. Sein Rivale, der Koch Max, kann ihn schließlich mit Gewalt stoppen. 
Der Buchhalter hat in der Zwischenzeit das fehlende Geldkuvert unter dem eigenen Schreibtisch gefunden, allerdings zu spät um die Eskalation zu verhindern.

## Hintergrund
La Cocina – Der Geschmack des Lebens ist der vierte Spielfilm des mexikanischen Filmregisseurs und Drehbuchautors Alonso Ruizpalacios. Gleichzeitig handelt es sich um die erste von ihm inszenierte Filmproduktion außerhalb Mexikos. Das Drehbuch entstand nach dem 1959 uraufgeführten Theaterstück The Kitchen (dt. Titel: Die Küche) des britischen Dramatikers Arnold Wesker (1932–2016).

## Veröffentlichung
Die Uraufführung des Films fand am 16. Februar 2024 im Rahmen der Internationalen Filmfestspiele Berlin statt. Dort wurde der Beitrag in den Hauptwettbewerb aufgenommen. Der deutsche Kinostart erfolgte am 16. Januar 2025.

## Auszeichnungen
La Cocina – Der Geschmack des Lebens erhielt eine Einladung in den Wettbewerb um den Goldenen Bären, den Hauptpreis der Berlinale.